# Гэйл Стерлинг
Гэйл Стерлинг (англ. Gail Sterling) — американская порноактриса, лауреатка премии XRCO Award.

## Биография
Дебютировала в порноиндустрии в 1982 году.
Снималась для таких студий, как VCA Pictures, Vidco Entertainment, Now Showing Inc., Gourmet Video Collection, Caballero Home Video, Arrow Productions, Gourmet Video Collection и других.
В 1985 году получила премию XRCO Award в номинации Kinky Scene за фильм Nasty совместно с Джеми Гиллисом и Линкс Кэнон. Из других работ можно выделить включённый позднее в Зал славы XRCO фильм Reel People 1983 года, где актриса сыграла сама себя.
Ушла из индустрии в 1990 году, снявшись в 80 фильмах.

## Награды и номинации
| Год  | Награда    | Категория   | Работа | Результат |
| ---- | ---------- | ----------- | ------ | --------- |
| 1985 | XRCO Award | Kinky Scene | Nasty  | Победа    |

## Избранная фильмография
- Nasty[3] (1985)
- Reel People[4] (1983)
- Suzie Superstar[5] (1983)
- Sex Wars[6] (1985)
- Starship Intercourse[7] (1987)
- Erotic Adventures of Bonnie and Clyde[8] (1988)